# Поддор'я
Поддор'я (рос. Поддорье) — село в Поддорському районі Новгородської області Російської Федерації.
Населення становить 1860 осіб. Входить до складу муніципального утворення Поддорське сільське поселення.

## Історія
Від 2004 року входить до складу муніципального утворення Поддорське сільське поселення

## Населення
| 1959 | 1970  | 1979  | 1989  | 2002  | 2010  |
| ---- | ----- | ----- | ----- | ----- | ----- |
| 1163 | ↗1468 | ↗2328 | ↘2122 | ↘1957 | ↘1860 |